# 井上将行
井上 将行（いのうえ まさゆき、昭和46年（1971年）2月14日 - ）は、日本の有機合成化学者。東京大学大学院薬学系研究科教授。

## 略歴
- 1989年 - 武蔵高等学校卒業。
- 1993年 - 東京大学理学部化学科
- 1998年 - 東京大学大学院理学系研究科博士課程修了（橘和夫教授）。
- 1998年3月　東京大学 理学博士。論文の題は「Synthetic Studies on Ciguatoxin: a New Strategy for the Construction of Nine-membered Cyclic Ethers and Its Application to the Synthesis of F-M Ring Framework(シガトキシンの合成研究: 9員環エーテルの効率的合成法の開発とF-M環モデル化合物の合成)」[1]。
- 1998〜2000年 - Sloan-Kettering Institute for Cancer Research, 博士研究員（Samuel J. Danishefsky教授）。
- 2000〜2003年 - 東北大学大学院理学研究科助手。
- 2003〜2004年 - 同講師。
- 2004〜2007年 - 同准教授。
- 2007年より現職。

## 主な受賞歴
- 2014年 - 向山賞
- 2019年 - 井上学術賞
- 2024年 - 名古屋メダルシルバーメダル